# مورچه دروگر قرمز
مورچه دروگر قرمز (نام علمی: Pogonomyrmex barbatus)، یک گونه مورچه دروگر از سردهٔ Pogonomyrmex است. نام‌های رایج آن شامل مورچه قرمز و مورچه دروگر قرمز است. این مورچه‌های بزرگ (۵ تا ۷ میلی‌متری) زیستگاه‌های خشک چاپارال را ترجیح می‌دهند و بومی جنوب غربی ایالات متحده هستند. لانه‌ها در زیرزمین (تا عمق ۲٫۵ متر)، در مناطق آشکار ساخته می‌شوند. رژیم غذایی آنها عمدتاً از دانه‌ها تشکیل شده‌است و در نتیجه در Myrmecochory، یک برهم‌کنش مورچه و گیاه شرکت می‌کنند که از طریق آن مورچه‌ها مواد مغذی را به دست می‌آورند و گیاهان از طریق پراکنی دانه‌ها سود می‌برند. مورچه‌های دروگر قرمز اغلب با مورچه‌های آتشین اشتباه گرفته می‌شوند، اما با هیچ گونه مورچه آتشین، بومی یا معرفی شده، ارتباط نزدیکی ندارند.

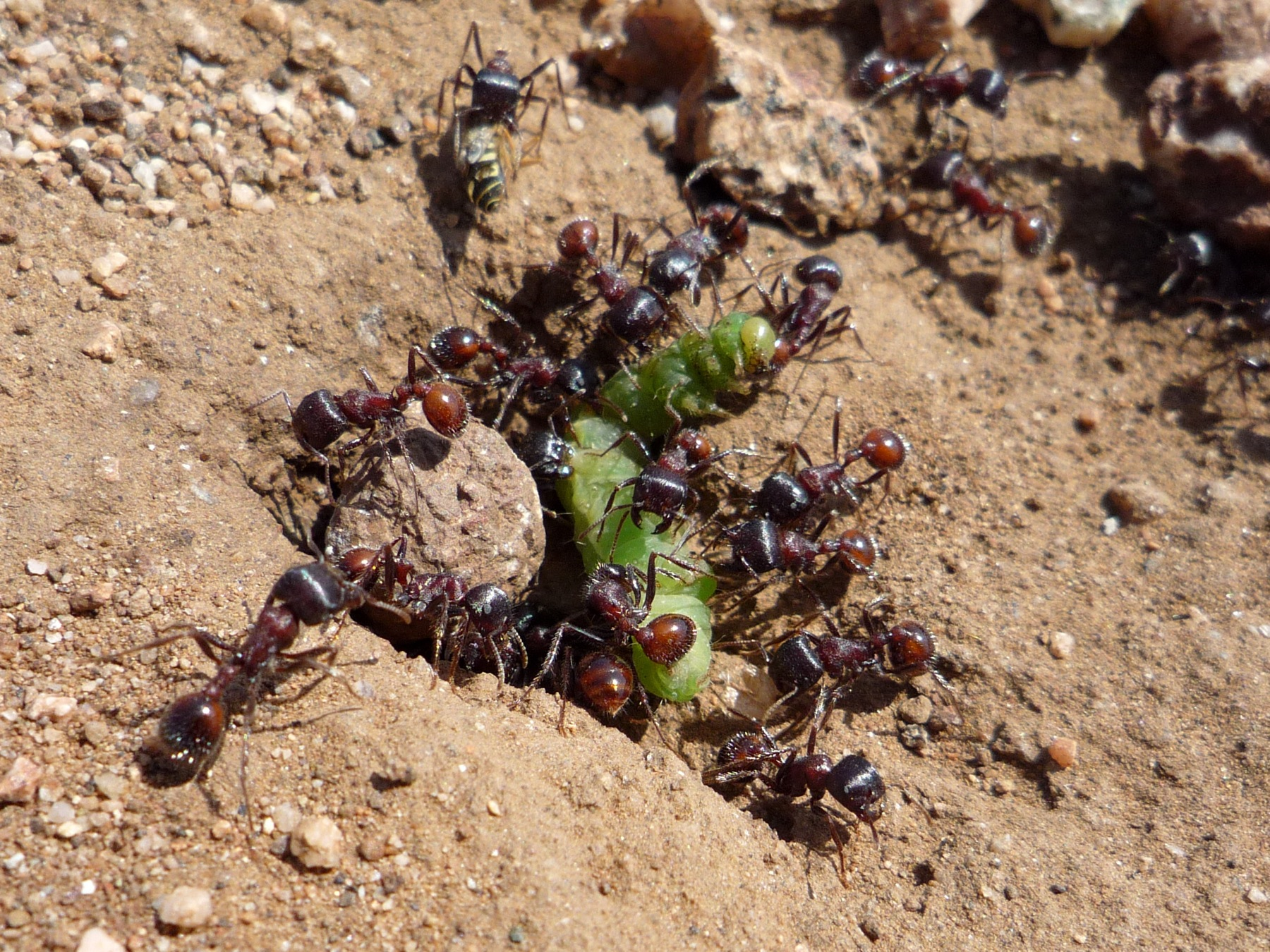
مورچه‌های دروگر قرمز